# Costa Rica en la Copa de Oro de la Concacaf 2025
La selección de Costa Rica fue su 17° participación en la Copa Oro de la Concacaf.

## Clasificación

### Liga de Naciones de la Concacaf 2024-25

#### Fase de grupos - Grupo A
| Pos. | Equipo     | Pts. | PJ | G | E | P | GF | GC | Dif. | Clasificación                                           |
| ---- | ---------- | ---- | -- | - | - | - | -- | -- | ---- | ------------------------------------------------------- |
| 1    | Costa Rica | 8    | 4  | 2 | 2 | 0 | 7  | 1  | +6   | Cuartos de Final                                        |
| 2    | Surinam    | 7    | 4  | 2 | 1 | 1 | 9  | 4  | +5   | Cuartos de Final                                        |
| 3    | Guatemala  | 7    | 4  | 2 | 1 | 1 | 6  | 5  | +1   | Fase preliminar de la Copa de Oro de la Concacaf 2025   |
| 4    | Martinica  | 5    | 4  | 1 | 2 | 1 | 4  | 5  | −1   | Fase preliminar de la Copa de Oro de la Concacaf 2025   |
| 5    | Guadalupe  | 4    | 4  | 1 | 1 | 2 | 1  | 4  | −3   | Descenso y Play-in a la Copa de Oro de la Concacaf 2025 |
| 6    | Guyana     | 1    | 4  | 0 | 1 | 3 | 5  | 13 | −8   | Descenso y Play-in a la Copa de Oro de la Concacaf 2025 |

 Fuente: Concacaf
Criterios de clasificación: Puntos · Diferencia de goles · Goles a favor · Play-off
| 5 de septiembre de 2023 | Costa Rica                              | 3:0 (0:0) | Guadalupe | Estadio Nacional, San José |                          |
| 20:00 (UTC-6)           | Calvo 50' · Lassiter 77' · Madrigal 81' | Reporte   |           | Árbitro(s): Katia García   | Árbitro(s): Katia García |

| 9 de septiembre de 2024 | Guatemala | 0:0     | Costa Rica | Estadio Doroteo Guamuch Flores, Ciudad de Guatemala |                             |
| 20:00 (UTC-6)           |           | Reporte |            | Árbitro(s): Daniel Quintero                         | Árbitro(s): Daniel Quintero |

| 11 de octubre de 2024 | Surinam     | 1:1 (1:1) | Costa Rica  | Estadio Franklin Essed, Paramaribo |                             |
| 19:00 (UTC-3)         | Vlijter 34' | Reporte   | Alcócer 12' | Árbitro(s): Adonai Escobedo        | Árbitro(s): Adonai Escobedo |

| 15 de octubre de 2023 | Costa Rica                           | 3:0 (2:0) | Guatemala | Estadio Nacional, San José   |                              |
| 18:00 (UTC-6)         | Madrigal 9' · Vargas 38' · Calvo 72' | Reporte   |           | Árbitro(s): Joseph Dickerson | Árbitro(s): Joseph Dickerson |

### Cuartos de final
| Ida; 14 de noviembre de 2024 | Costa Rica | 0:1 (0:0) | Panamá             | Estadio Nacional, San José |                           |
| 20:00 (UTC-6)                |            | Reporte   | Fajardo 66' (pen.) | Árbitro(s): Saíd Martínez  | Árbitro(s): Saíd Martínez |

| Vuelta; 18 de noviembre de 2024 | Panamá                         | 2:2 (2:1) (Global 3:2) | Costa Rica              | Estadio Rommel Fernández, Ciudad de Panamá |                         |
| 21:00 (UTC-5)                   | Blackman 14' · Rodríguez 45+3' | Reporte                | Bran 24' · Martínez 73' | Árbitro(s): César Ramos                    | Árbitro(s): César Ramos |

### Repechaje Copa de Oro
| Ida; 21 de marzo | Belice | 0:7 (0:3) | Costa Rica                                                                        | FFB Field, Belmopán         |                             |
| 20:00 (UTC-6)    |        | Reporte   | Ugalde 7', 36' (pen.) · Vargas 38' · Mitchell 65' · Zamora 70', 88' · Alcócer 81' | Árbitro(s): Adonis Carrasco | Árbitro(s): Adonis Carrasco |

| Vuelta; 25 de marzo | Costa Rica                                                            | 6:1 (4:0) (Global 13:1) | Belice        | Estadio Nacional, San José |                        |
| 19:00 (UTC-6)       | Arzú 1' (a.g.) · Bran 6', 66' · Martínez 8' · Ugalde 36' · Zamora 69' | Reporte                 | Bernárdez 47' | Árbitro(s): Julio Luna     | Árbitro(s): Julio Luna |

## Preparación

### Amistosos
| 28 de mayo de 2025 | Cataluña             | 2:0 (0:0) | Costa Rica | Estadio Johan Cruyff, Sant Joan Despí |                           |
|                    | Roca 75' · Aleñá 90' | Reporte   |            | Árbitro(s): Víctor García             | Árbitro(s): Víctor García |

### Fecha FIFA
| 7 de junio de 2025 | Bahamas | 0:8 (0:3) | Costa Rica                                                                                    | BFA Technical Centre, Bridgetown |                        |
| 19:00 (UTC-4)      |         | Reporte   | Martínez 20' · Mora 37' · Bran 45+2' · Galo 48' · Ugalde 51' · Madrigal 64', 79' · Zamora 90' | Árbitro(s): Reon Radix           | Árbitro(s): Reon Radix |

| 10 de junio de 2025 | Costa Rica                  | 2:1 (2:0) | Trinidad y Tobago | Estadio Nacional de Costa Rica, San José |                             |
| 19:00 (UTC-6)       | Mitchell 23' · Madrigal 38' | Reporte   | García 58'        | Árbitro(s): Daniel Quintero              | Árbitro(s): Daniel Quintero |

## Plantel
Entrenador:  Miguel Herrera
| No. | Pos. | Jugador                 | Fecha de nacimiento (edad)         | Apa. | Goles | Club                    |
| --- | ---- | ----------------------- | ---------------------------------- | ---- | ----- | ----------------------- |
| 1   | POR  | Keylor Navas            | 15 de diciembre de 1986 (38 años)  | 116  | 0     | C. A. Newell's Old Boys |
| 2   | DEF  | Santiago van der Putten | 25 de junio de 2004 (20 años)      | 2    | 0     | L. D. Alajuelense       |
| 3   | DEF  | Jeyland Mitchell        | 29 de septiembre de 2004 (20 años) | 17   | 2     | Feyenoord               |
| 4   | DEF  | Juan Pablo Vargas       | 6 de junio de 1995 (30 años)       | 32   | 3     | Millonarios F. C.       |
| 5   | DEF  | Fernán Faerron          | 22 de agosto de 2000 (24 años)     | 6    | 0     | C. S. Herediano         |
| 6   | DEF  | Alexis Gamboa           | 20 de marzo de 1999 (26 años)      | 7    | 0     | L. D. Alajuelense       |
| 7   | DEL  | Andy Rojas              | 5 de diciembre de 2005 (19 años)   | 9    | 0     | New York Red Bulls II   |
| 8   | DEF  | Joseph Mora             | 15 de enero de 1993 (32 años)      | 16   | 1     | Deportivo Saprissa      |
| 9   | DEL  | Manfred Ugalde          | 25 de mayo de 2002 (23 años)       | 22   | 7     | F. C. Spartak de Moscú  |
| 10  | MED  | Brandon Aguilera        | 28 de junio de 2003 (21 años)      | 25   | 0     | Rio Ave F. C.           |
| 11  | DEF  | Ariel Lassiter          | 27 de septiembre de 1994 (30 años) | 30   | 0     | Portland Timbers        |
| 12  | DEL  | Alonso Martínez         | 15 de octubre de 1998 (26 años)    | 22   | 3     | New York City F. C.     |
| 13  | MED  | Jefferson Brenes        | 13 de abril de 1997 (28 años)      | 20   | 1     | Deportivo Saprissa      |
| 14  | MED  | Orlando Galo            | 11 de agosto de 2000 (24 años)     | 22   | 4     | Riga F. C.              |
| 15  | DEF  | Francisco Calvo         | 8 de julio de 1992 (32 años)       | 106  | 14    | Hatayspor               |
| 16  | MED  | Alejandro Bran          | 5 de marzo de 2001 (24 años)       | 18   | 4     | L. D. Alajuelense       |
| 17  | DEL  | Warren Madrigal         | 24 de julio de 2004 (20 años)      | 23   | 6     | Valencia Mestalla       |
| 18  | POR  | Alexandre Lezcano       | 26 de agosto de 2001 (23 años)     | 0    | 0     | A. D. San Carlos        |
| 19  | DEL  | Kenneth Vargas          | 17 de abril de 2002 (23 años)      | 13   | 2     | Heart of Midlothian     |
| 20  | DEL  | Josimar Alcócer         | 7 de julio de 2004 (20 años)       | 20   | 4     | KVC Westerlo            |
| 21  | DEL  | Álvaro Zamora           | 9 de marzo de 2002 (23 años)       | 20   | 5     | Aris Salónica F. C.     |
| 22  | DEF  | Carlos Mora             | 18 de marzo de 2001 (24 años)      | 11   | 0     | U Craiova 1948          |
| 23  | POR  | Patrick Sequeira        | 1 de marzo de 1999 (26 años)       | 16   | 0     | Casa Pia A. C.          |
| 24  | DEF  | Guillermo Villalobos    | 7 de junio de 2001 (24 años)       | 0    | 0     | L. D. Alajuelense       |
| 25  | MED  | Cristopher Núñez        | 8 de diciembre de 1997 (27 años)   | 12   | 0     | C. S. Cartaginés        |
| 26  | DEF  | Kenay Myrie             | 6 de septiembre de 2006 (18 años)  | 1    | 0     | Deportivo Saprissa      |

## Participación

### Partidos
| Fecha       | Lugar     | Instancia        | Local          |                           | Resultado          |                                    | Visitante            |
| ----------- | --------- | ---------------- | -------------- | ------------------------- | ------------------ | ---------------------------------- | -------------------- |
| 15 de junio | San Diego | Fase de grupos   | Costa Rica     | Bandera de Costa Rica     | 4:3 (2:1)          | Bandera de Surinam                 | Surinam              |
| 18 de junio | Arlington | Fase de grupos   | Costa Rica     | Bandera de Costa Rica     | 2:1 (1:1)          | Bandera de la República Dominicana | República Dominicana |
| 22 de junio | Paradise  | Fase de grupos   | México         | Bandera de México         | 0:0                | Bandera de Costa Rica              | Costa Rica           |
| 29 de junio | Glendale  | Cuartos de final | Estados Unidos | Bandera de Estados Unidos | 2:2 (1:1) (4:3 p.) | Bandera de Costa Rica              | Costa Rica           |

### Fase de grupos - Grupo A
| Selección            | Pts | PJ | PG | PE | PP | GF | GC | Dif |
| -------------------- | --- | -- | -- | -- | -- | -- | -- | --- |
| México               | 7   | 3  | 2  | 1  | 0  | 5  | 2  | 3   |
| Costa Rica           | 7   | 3  | 2  | 1  | 0  | 6  | 4  | 2   |
| República Dominicana | 1   | 3  | 0  | 1  | 2  | 3  | 5  | –2  |
| Surinam              | 1   | 3  | 0  | 1  | 2  | 3  | 6  | –3  |

#### Costa Rica vs. Surinam
| 15 de junio | Costa Rica                                                       | 4:3 (2:1) | Surinam                                    | Snapdragon Stadium, San Diego                                            |                                                                          |
| 23:00       | A. Martínez 14' · Ugalde 19' (pen.), 90+13' (pen.) · Alcócer 76' | Reporte   | Kerk 34' · Margaret 62' · Pinas 64' (pen.) | Asistencia: 7736 espectadores Árbitro(s): Joe Dickerson VAR: Chris Penso | Asistencia: 7736 espectadores Árbitro(s): Joe Dickerson VAR: Chris Penso |

| 1          | Guardameta     | Keylor Navas     |     |
| 22         | Defensa        | Carlos Mora      | 78' |
| 3          | Defensa        | Jeyland Mitchell |     |
| 5          | Defensa        | Fernán Faerron   |     |
| 15         | Defensa        | Francisco Calvo  |     |
| 8          | Defensa        | Joseph Mora      | 78' |
| 16         | Centrocampista | Alejandro Bran   | 66' |
| 14         | Centrocampista | Orlando Galo     |     |
| 10         | Centrocampista | Brandon Aguilera | 66' |
| 12         | Delantero      | Alonso Martínez  | 85' |
| 9          | Delantero      | Manfred Ugalde   |     |
| Entrenador | Entrenador     | Miguel Herrera   |     |

| 23         | Guardameta     | Etienne Vaessen    |     |
| 2          | Defensa        | Anfernee Dijksteel | 46' |
| 3          | Defensa        | Liam van Gelderen  |     |
| 4          | Defensa        | Dion Malone        |     |
| 19         | Defensa        | Shaquille Pinas    |     |
| 5          | Defensa        | Ridgeciano Haps    |     |
| 9          | Centrocampista | Richonell Margaret | 88' |
| 22         | Centrocampista | Kenneth Paal       |     |
| 10         | Centrocampista | Denzel Jubitana    | 88' |
| 20         | Delantero      | Gleofilo Vlijter   | 66' |
| 7          | Delantero      | Gyrano Kerk        |     |
| Entrenador | Entrenador     | Stanley Menzo      |     |

| 19 | Delantero | Kenneth Vargas  | 66' |
| 20 | Delantero | Josimar Alcócer | 66' |
| 17 | Delantero | Warren Madrigal | 78' |
| 11 | Defensa   | Ariel Lassiter  | 78' |
| 7  | Delantero | Andy Rojas      | 85' |

| 12 | Defensa        | Myenty Abena      | 46' |
| 24 | Centrocampista | Dhoraso Klas      | 66' |
| 14 | Centrocampista | Jean-Paul Boëtius | 88' |
| 21 | Delantero      | Jaden Montnor     | 88' |

| Anotado         | 14'    | Alonso Martínez | 1:0 |
| Anotado · Penal | 19'    | Manfred Ugalde  | 2:0 |
| Anotado         | 76'    | Josimar Alcócer | 3:3 |
| Anotado · Penal | 90+13' | Manfred Ugalde  | 4:3 |

| Anotado         | 34' | Gyrano Kerk        | 2:1 |
| Anotado         | 59' | Richonell Margaret | 2:2 |
| Anotado · Penal | 64' | Shaquille Pinas    | 2:3 |

| Amonestado | 4' | Alonso Martínez |

| Amonestado | 53' | Gleofilo Vlijter |
| Amonestado | 84' | Dion Malone      |

| Árbitro                     | Joe Dickerson     |
| Árbitros asistentes         | Cameron Blanchard |
| Árbitros asistentes         | Logan Brown       |
| Cuarto árbitro              | Steffan Dewar     |
| VAR                         | Chris Penso       |
| Árbitros asistentes del VAR | Allen Chapman     |

| 1          | Guardameta     | Keylor Navas     |     |
| 22         | Defensa        | Carlos Mora      | 78' |
| 3          | Defensa        | Jeyland Mitchell |     |
| 5          | Defensa        | Fernán Faerron   |     |
| 15         | Defensa        | Francisco Calvo  |     |
| 8          | Defensa        | Joseph Mora      | 78' |
| 16         | Centrocampista | Alejandro Bran   | 66' |
| 14         | Centrocampista | Orlando Galo     |     |
| 10         | Centrocampista | Brandon Aguilera | 66' |
| 12         | Delantero      | Alonso Martínez  | 85' |
| 9          | Delantero      | Manfred Ugalde   |     |
| Entrenador | Entrenador     | Miguel Herrera   |     |

| 23         | Guardameta     | Etienne Vaessen    |     |
| 2          | Defensa        | Anfernee Dijksteel | 46' |
| 3          | Defensa        | Liam van Gelderen  |     |
| 4          | Defensa        | Dion Malone        |     |
| 19         | Defensa        | Shaquille Pinas    |     |
| 5          | Defensa        | Ridgeciano Haps    |     |
| 9          | Centrocampista | Richonell Margaret | 88' |
| 22         | Centrocampista | Kenneth Paal       |     |
| 10         | Centrocampista | Denzel Jubitana    | 88' |
| 20         | Delantero      | Gleofilo Vlijter   | 66' |
| 7          | Delantero      | Gyrano Kerk        |     |
| Entrenador | Entrenador     | Stanley Menzo      |     |

| 19 | Delantero | Kenneth Vargas  | 66' |
| 20 | Delantero | Josimar Alcócer | 66' |
| 17 | Delantero | Warren Madrigal | 78' |
| 11 | Defensa   | Ariel Lassiter  | 78' |
| 7  | Delantero | Andy Rojas      | 85' |

| 12 | Defensa        | Myenty Abena      | 46' |
| 24 | Centrocampista | Dhoraso Klas      | 66' |
| 14 | Centrocampista | Jean-Paul Boëtius | 88' |
| 21 | Delantero      | Jaden Montnor     | 88' |

| Anotado         | 14'    | Alonso Martínez | 1:0 |
| Anotado · Penal | 19'    | Manfred Ugalde  | 2:0 |
| Anotado         | 76'    | Josimar Alcócer | 3:3 |
| Anotado · Penal | 90+13' | Manfred Ugalde  | 4:3 |

| Anotado         | 34' | Gyrano Kerk        | 2:1 |
| Anotado         | 59' | Richonell Margaret | 2:2 |
| Anotado · Penal | 64' | Shaquille Pinas    | 2:3 |

| Amonestado | 4' | Alonso Martínez |

| Amonestado | 53' | Gleofilo Vlijter |
| Amonestado | 84' | Dion Malone      |

| Árbitro                     | Joe Dickerson     |
| Árbitros asistentes         | Cameron Blanchard |
| Árbitros asistentes         | Logan Brown       |
| Cuarto árbitro              | Steffan Dewar     |
| VAR                         | Chris Penso       |
| Árbitros asistentes del VAR | Allen Chapman     |

| Estadísticas      | Bandera de Costa Rica | Bandera de Surinam |
| Tiros             | 19                    | 9                  |
| Tiros a puerta    | 9                     | 6                  |
| Faltas            | 17                    | 17                 |
| Saques de esquina | 9                     | 2                  |
| Penaltis          | 2                     | 1                  |
| Fueras de juego   | 5                     | 1                  |
| Posesión de balón | 53%                   | 47%                |

#### Costa Rica vs. República Dominicana
| 18 de junio | Costa Rica                      | 2:1 (1:1) | República Dominicana | AT&T Stadium, Arlington                                                        |                                                                                |
| 19:00       | Ugalde 44' (pen.) · Alcócer 85' | Reporte   | Urbáez 16'           | Asistencia: 34 015 espectadores Árbitro(s): Lukasz Szpala VAR: Edvin Jurisevic | Asistencia: 34 015 espectadores Árbitro(s): Lukasz Szpala VAR: Edvin Jurisevic |

| 1          | Guardameta     | Keylor Navas      |       |
| 22         | Defensa        | Carlos Mora       |       |
| 3          | Defensa        | Jeyland Mitchell  |       |
| 4          | Defensa        | Juan Pablo Vargas |       |
| 15         | Defensa        | Francisco Calvo   |       |
| 8          | Defensa        | Joseph Mora       |       |
| 10         | Centrocampista | Brandon Aguilera  | 80'   |
| 14         | Centrocampista | Orlando Galo      |       |
| 20         | Centrocampista | Josimar Alcócer   | 88'   |
| 12         | Delantero      | Alonso Martínez   | 80'   |
| 9          | Delantero      | Manfred Ugalde    | 90+3' |
| Entrenador | Entrenador     | Miguel Herrera    |       |

| 12         | Guardameta     | Xavier Valdez     |       |
| 2          | Defensa        | Joao Urbáez       | 90+3' |
| 18         | Defensa        | Jimmy Kaparos     |       |
| 4          | Defensa        | Edgar Pujol       | 71'   |
| 5          | Defensa        | Noah Dollenmayer  |       |
| 14         | Centrocampista | Jean Carlos López |       |
| 6          | Centrocampista | Pablo Rosario     |       |
| 8          | Centrocampista | Heinz Mörschel    | 90+3' |
| 19         | Delantero      | Peter González    | 77'   |
| 17         | Delantero      | Dorny Romero      |       |
| 11         | Delantero      | Edarlyn Reyes     | 77'   |
| Entrenador | Entrenador     | Marcelo Neveleff  |       |

| 19 | Delantero      | Kenneth Vargas       | 80'   |
| 7  | Delantero      | Andy Rojas           | 80'   |
| 24 | Centrocampista | Guillermo Villalobos | 88'   |
| 21 | Delantero      | Álvaro Zamora        | 90+3' |

| 23 | Defensa        | Luiyi de Lucas  | 71'   |
| 7  | Delantero      | Rafa Núñez      | 77'   |
| 10 | Delantero      | Ronaldo Vásquez | 77'   |
| 20 | Centrocampista | Lucas Bretón    | 90+3' |
| 16 | Delantero      | Juanca Pineda   | 90+3' |

| Anotado · Penal | 44' | Manfred Ugalde  | 1:1 |
| Anotado         | 85' | Josimar Alcócer | 2:1 |

| Anotado | 16' | Joao Urbáez | 0:1 |

| Amonestado | 41'   | Joseph Mora     |
| Amonestado | 49'   | Manfred Ugalde  |
| Amonestado | 87'   | Josimar Alcócer |
| Amonestado | 90+4' | Kenneth Vargas  |

| Amonestado | 49'   | Joao Urbáez    |
| Amonestado | 50'   | Erick Japa     |
| Amonestado | 75'   | Luiyi de Lucas |
| Amonestado | 90+2' | Pablo Rosario  |

| Árbitro                     | Lukasz Szpala       |
| Árbitros asistentes         | Cory Richardson     |
| Árbitros asistentes         | Nick Uranga         |
| Cuarto árbitro              | Pierre-Luc Lauziere |
| VAR                         | Edvin Jurisevic     |
| Árbitros asistentes del VAR | Allen Chapman       |

| 1          | Guardameta     | Keylor Navas      |       |
| 22         | Defensa        | Carlos Mora       |       |
| 3          | Defensa        | Jeyland Mitchell  |       |
| 4          | Defensa        | Juan Pablo Vargas |       |
| 15         | Defensa        | Francisco Calvo   |       |
| 8          | Defensa        | Joseph Mora       |       |
| 10         | Centrocampista | Brandon Aguilera  | 80'   |
| 14         | Centrocampista | Orlando Galo      |       |
| 20         | Centrocampista | Josimar Alcócer   | 88'   |
| 12         | Delantero      | Alonso Martínez   | 80'   |
| 9          | Delantero      | Manfred Ugalde    | 90+3' |
| Entrenador | Entrenador     | Miguel Herrera    |       |

| 12         | Guardameta     | Xavier Valdez     |       |
| 2          | Defensa        | Joao Urbáez       | 90+3' |
| 18         | Defensa        | Jimmy Kaparos     |       |
| 4          | Defensa        | Edgar Pujol       | 71'   |
| 5          | Defensa        | Noah Dollenmayer  |       |
| 14         | Centrocampista | Jean Carlos López |       |
| 6          | Centrocampista | Pablo Rosario     |       |
| 8          | Centrocampista | Heinz Mörschel    | 90+3' |
| 19         | Delantero      | Peter González    | 77'   |
| 17         | Delantero      | Dorny Romero      |       |
| 11         | Delantero      | Edarlyn Reyes     | 77'   |
| Entrenador | Entrenador     | Marcelo Neveleff  |       |

| 19 | Delantero      | Kenneth Vargas       | 80'   |
| 7  | Delantero      | Andy Rojas           | 80'   |
| 24 | Centrocampista | Guillermo Villalobos | 88'   |
| 21 | Delantero      | Álvaro Zamora        | 90+3' |

| 23 | Defensa        | Luiyi de Lucas  | 71'   |
| 7  | Delantero      | Rafa Núñez      | 77'   |
| 10 | Delantero      | Ronaldo Vásquez | 77'   |
| 20 | Centrocampista | Lucas Bretón    | 90+3' |
| 16 | Delantero      | Juanca Pineda   | 90+3' |

| Anotado · Penal | 44' | Manfred Ugalde  | 1:1 |
| Anotado         | 85' | Josimar Alcócer | 2:1 |

| Anotado | 16' | Joao Urbáez | 0:1 |

| Amonestado | 41'   | Joseph Mora     |
| Amonestado | 49'   | Manfred Ugalde  |
| Amonestado | 87'   | Josimar Alcócer |
| Amonestado | 90+4' | Kenneth Vargas  |

| Amonestado | 49'   | Joao Urbáez    |
| Amonestado | 50'   | Erick Japa     |
| Amonestado | 75'   | Luiyi de Lucas |
| Amonestado | 90+2' | Pablo Rosario  |

| Árbitro                     | Lukasz Szpala       |
| Árbitros asistentes         | Cory Richardson     |
| Árbitros asistentes         | Nick Uranga         |
| Cuarto árbitro              | Pierre-Luc Lauziere |
| VAR                         | Edvin Jurisevic     |
| Árbitros asistentes del VAR | Allen Chapman       |

| Estadísticas      | Bandera de Costa Rica | Bandera de la República Dominicana |
| Tiros             | 13                    | 15                                 |
| Tiros a puerta    | 6                     | 5                                  |
| Faltas            | 8                     | 17                                 |
| Saques de esquina | 5                     | 6                                  |
| Penaltis          | 1                     | 0                                  |
| Fueras de juego   | 2                     | 2                                  |
| Posesión de balón | 51%                   | 49%                                |

#### México vs. Costa Rica
| 22 de junio | México | 0:0     | Costa Rica | Allegiant Stadium, Paradise                                                    |                                                                                |
| 22:00       |        | Reporte |            | Asistencia: 35 000 espectadores Árbitro(s): Mario Escobar VAR: Edvin Jurisevic | Asistencia: 35 000 espectadores Árbitro(s): Mario Escobar VAR: Edvin Jurisevic |

| 1          | Guardameta     | Luis Malagón     |     |
| 2          | Defensa        | Jorge Sánchez    |     |
| 3          | Defensa        | César Montes     |     |
| 5          | Defensa        | Johan Vásquez    |     |
| 26         | Defensa        | Mateo Chávez     | 70' |
| 4          | Centrocampista | Edson Álvarez    |     |
| 24         | Centrocampista | Luis Chávez      |     |
| 25         | Centrocampista | Roberto Alvarado | 75' |
| 14         | Centrocampista | Marcel Ruiz      | 75' |
| 10         | Centrocampista | Alexis Vega      | 88' |
| 9          | Delantero      | Raúl Jiménez     | 69' |
| Entrenador | Entrenador     | Javier Aguirre   |     |

| 1          | Guardameta     | Keylor Navas      |     |
| 22         | Defensa        | Carlos Mora       | 58' |
| 3          | Defensa        | Jeyland Mitchell  | 65' |
| 4          | Defensa        | Juan Pablo Vargas |     |
| 15         | Defensa        | Francisco Calvo   |     |
| 8          | Defensa        | Joseph Mora       |     |
| 10         | Centrocampista | Brandon Aguilera  |     |
| 14         | Centrocampista | Orlando Galo      |     |
| 20         | Centrocampista | Josimar Alcócer   |     |
| 12         | Delantero      | Alonso Martínez   | 88' |
| 9          | Delantero      | Manfred Ugalde    | 88' |
| Entrenador | Entrenador     | Miguel Herrera    |     |

| 11 | Delantero      | Santiago Giménez | 69' |
| 23 | Defensa        | Jesús Gallardo   | 70' |
| 8  | Centrocampista | Carlos Rodríguez | 75' |
| 21 | Delantero      | César Huerta     | 75' |
| 16 | Delantero      | Julián Quiñones  | 88' |

| 7  | Delantero | Andy Rojas     | 58' |
| 26 | Defensa   | Kenay Myrie    | 65' |
| 19 | Delantero | Kenneth Vargas | 88' |
| 5  | Defensa   | Fernán Faerron | 88' |

| Amonestado | 57' | César Montes |
| Amonestado | 72' | Luis Chávez  |

| Amonestado | 3'  | Francisco Calvo |
| Amonestado | 3'  | Carlos Mora     |
| Amonestado | 54' | Joseph Mora     |
| Amonestado | 57' | Orlando Galo    |
| Amonestado | 84' | Manfred Ugalde  |

| Árbitro                     | Mario Escobar   |
| Árbitros asistentes         | Luis Ventura    |
| Árbitros asistentes         | Humberto Panjoj |
| Cuarto árbitro              | Bryan López     |
| VAR                         | Edvin Jurisevic |
| Árbitros asistentes del VAR | Dilia Bradley   |

| 1          | Guardameta     | Luis Malagón     |     |
| 2          | Defensa        | Jorge Sánchez    |     |
| 3          | Defensa        | César Montes     |     |
| 5          | Defensa        | Johan Vásquez    |     |
| 26         | Defensa        | Mateo Chávez     | 70' |
| 4          | Centrocampista | Edson Álvarez    |     |
| 24         | Centrocampista | Luis Chávez      |     |
| 25         | Centrocampista | Roberto Alvarado | 75' |
| 14         | Centrocampista | Marcel Ruiz      | 75' |
| 10         | Centrocampista | Alexis Vega      | 88' |
| 9          | Delantero      | Raúl Jiménez     | 69' |
| Entrenador | Entrenador     | Javier Aguirre   |     |

| 1          | Guardameta     | Keylor Navas      |     |
| 22         | Defensa        | Carlos Mora       | 58' |
| 3          | Defensa        | Jeyland Mitchell  | 65' |
| 4          | Defensa        | Juan Pablo Vargas |     |
| 15         | Defensa        | Francisco Calvo   |     |
| 8          | Defensa        | Joseph Mora       |     |
| 10         | Centrocampista | Brandon Aguilera  |     |
| 14         | Centrocampista | Orlando Galo      |     |
| 20         | Centrocampista | Josimar Alcócer   |     |
| 12         | Delantero      | Alonso Martínez   | 88' |
| 9          | Delantero      | Manfred Ugalde    | 88' |
| Entrenador | Entrenador     | Miguel Herrera    |     |

| 11 | Delantero      | Santiago Giménez | 69' |
| 23 | Defensa        | Jesús Gallardo   | 70' |
| 8  | Centrocampista | Carlos Rodríguez | 75' |
| 21 | Delantero      | César Huerta     | 75' |
| 16 | Delantero      | Julián Quiñones  | 88' |

| 7  | Delantero | Andy Rojas     | 58' |
| 26 | Defensa   | Kenay Myrie    | 65' |
| 19 | Delantero | Kenneth Vargas | 88' |
| 5  | Defensa   | Fernán Faerron | 88' |

| Amonestado | 57' | César Montes |
| Amonestado | 72' | Luis Chávez  |

| Amonestado | 3'  | Francisco Calvo |
| Amonestado | 3'  | Carlos Mora     |
| Amonestado | 54' | Joseph Mora     |
| Amonestado | 57' | Orlando Galo    |
| Amonestado | 84' | Manfred Ugalde  |

| Árbitro                     | Mario Escobar   |
| Árbitros asistentes         | Luis Ventura    |
| Árbitros asistentes         | Humberto Panjoj |
| Cuarto árbitro              | Bryan López     |
| VAR                         | Edvin Jurisevic |
| Árbitros asistentes del VAR | Dilia Bradley   |

| Estadísticas      | Bandera de México | Bandera de Costa Rica |
| Tiros             | 13                | 5                     |
| Tiros a puerta    | 4                 | 0                     |
| Faltas            | 14                | 7                     |
| Saques de esquina | 3                 | 3                     |
| Penaltis          | 0                 | 0                     |
| Fueras de juego   | 1                 | 0                     |
| Posesión de balón | 70%               | 30%                   |

### Cuartos de final

#### Estados Unidos vs. Costa Rica
| 29 de junio | Estados Unidos                                         | 2:2 (1:1) (4:3 p.)         | Costa Rica                                                     | U.S. Bank Stadium, Minneapolis                                           |                                                                          |
| 19:00       | Luna 43' · Arfsten 47'                                 | Reporte                    | 12' (pen.) Calvo · 71' Martínez                                | Asistencia: 32 289 espectadores Árbitro(s): Walter López VAR: Diego Ojer | Asistencia: 32 289 espectadores Árbitro(s): Walter López VAR: Diego Ojer |
|             |                                                        | Tiros desde el punto penal |                                                                |                                                                          |                                                                          |
|             | Adams · Tillman · Berhalter · Freeman · Tolkin · Downs |                            | Martínez · J. Vargas · van der Putten · Brenes · Calvo · Rojas |                                                                          |                                                                          |

| 25         | Guardameta     | Matt Freese         |     |
| 16         | Defensa        | Alex Freeman        |     |
| 3          | Defensa        | Chris Richards      |     |
| 13         | Defensa        | Tim Ream            |     |
| 18         | Defensa        | Maximilian Arfsten  | 84' |
| 4          | Centrocampista | Tyler Adams         |     |
| 14         | Centrocampista | Luca de la Torre    | 78' |
| 8          | Centrocampista | Sebastian Berhalter |     |
| 17         | Centrocampista | Malik Tillman       |     |
| 10         | Centrocampista | Diego Luna          | 83' |
| 24         | Delantero      | Patrick Agyemang    | 90' |
| Entrenador | Entrenador     | Mauricio Pochettino |     |

| 1          | Guardameta     | Keylor Navas      |     |
| 22         | Defensa        | Carlos Mora       | 88' |
| 4          | Defensa        | Juan Pablo Vargas |     |
| 6          | Defensa        | Alexis Gamboa     |     |
| 15         | Defensa        | Francisco Calvo   |     |
| 14         | Centrocampista | Orlando Galo      |     |
| 16         | Centrocampista | Alejandro Bran    | 74' |
| 19         | Centrocampista | Kenneth Vargas    | 58' |
| 10         | Centrocampista | Brandon Aguilera  | 58' |
| 20         | Centrocampista | Josimar Alcócer   | 88' |
| 12         | Delantero      | Alonso Martínez   |     |
| Entrenador | Entrenador     | Miguel Herrera    |     |

| 9  | Delantero      | Damion Downs | 78' |
| 6  | Centrocampista | Jack McGlynn | 83' |
| 2  | Defensa        | John Tolkin  | 84' |
| 23 | Delantero      | Brian White  | 90' |

| 7  | Delantero      | Andy Rojas              | 58' |
| 13 | Centrocampista | Jefferson Brenes        | 58' |
| 25 | Centrocampista | Cristopher Núñez        | 74' |
| 2  | Defensa        | Santiago van der Putten | 88' |
| 26 | Defensa        | Kenay Myrie             | 88' |

| Anotado | 43' | Diego Luna         | 1:1 |
| Anotado | 47' | Maximilian Arfsten | 2:1 |

| Anotado · Penal | 12' | Francisco Calvo | 0:1 |
| Anotado         | 71' | Alonso Martínez | 2:2 |

|                     |                           | 0:1 | Acierto de penal         | Alonso Martínez         |
| Tyler Adams         | Acierto de penal          | 1:1 |                          |                         |
|                     |                           | 1:1 | Fallo de penal (atajado) | Juan Pablo Vargas       |
| Malik Tillman       | Acierto de penal          | 2:1 |                          |                         |
|                     |                           | 2:2 | Acierto de penal         | Santiago van der Putten |
| Sebastian Berhalter | Fallo de penal (desviado) | 2:2 |                          |                         |
|                     |                           | 2:3 | Acierto de penal         | Jefferson Brenes        |
| Alex Freeman        | Acierto de penal          | 3:3 |                          |                         |
|                     |                           | 3:3 | Fallo de penal (atajado) | Francisco Calvo         |
| John Tolkin         | Fallo de penal (atajado)  | 3:3 |                          |                         |
|                     |                           | 3:3 | Fallo de penal (atajado) | Andy Rojas              |
| Damion Downs        | Acierto de penal          | 4:3 |                          |                         |

| Amonestado | 38' | Chris Richards |

| Amonestado | 35' | Juan Pablo Vargas |
| Amonestado | 38' | Kenneth Vargas    |
| Amonestado | 68' | Josimar Alcócer   |

| Árbitro                     | Walter López     |
| Árbitros asistentes         | Keytzel Corrales |
| Árbitros asistentes         | Raymundo Feliz   |
| Cuarto árbitro              | Kwinsi Williams  |
| VAR                         | Diego Ojer       |
| Árbitros asistentes del VAR | Dilia Bradley    |

| 25         | Guardameta     | Matt Freese         |     |
| 16         | Defensa        | Alex Freeman        |     |
| 3          | Defensa        | Chris Richards      |     |
| 13         | Defensa        | Tim Ream            |     |
| 18         | Defensa        | Maximilian Arfsten  | 84' |
| 4          | Centrocampista | Tyler Adams         |     |
| 14         | Centrocampista | Luca de la Torre    | 78' |
| 8          | Centrocampista | Sebastian Berhalter |     |
| 17         | Centrocampista | Malik Tillman       |     |
| 10         | Centrocampista | Diego Luna          | 83' |
| 24         | Delantero      | Patrick Agyemang    | 90' |
| Entrenador | Entrenador     | Mauricio Pochettino |     |

| 1          | Guardameta     | Keylor Navas      |     |
| 22         | Defensa        | Carlos Mora       | 88' |
| 4          | Defensa        | Juan Pablo Vargas |     |
| 6          | Defensa        | Alexis Gamboa     |     |
| 15         | Defensa        | Francisco Calvo   |     |
| 14         | Centrocampista | Orlando Galo      |     |
| 16         | Centrocampista | Alejandro Bran    | 74' |
| 19         | Centrocampista | Kenneth Vargas    | 58' |
| 10         | Centrocampista | Brandon Aguilera  | 58' |
| 20         | Centrocampista | Josimar Alcócer   | 88' |
| 12         | Delantero      | Alonso Martínez   |     |
| Entrenador | Entrenador     | Miguel Herrera    |     |

| 9  | Delantero      | Damion Downs | 78' |
| 6  | Centrocampista | Jack McGlynn | 83' |
| 2  | Defensa        | John Tolkin  | 84' |
| 23 | Delantero      | Brian White  | 90' |

| 7  | Delantero      | Andy Rojas              | 58' |
| 13 | Centrocampista | Jefferson Brenes        | 58' |
| 25 | Centrocampista | Cristopher Núñez        | 74' |
| 2  | Defensa        | Santiago van der Putten | 88' |
| 26 | Defensa        | Kenay Myrie             | 88' |

| Anotado | 43' | Diego Luna         | 1:1 |
| Anotado | 47' | Maximilian Arfsten | 2:1 |

| Anotado · Penal | 12' | Francisco Calvo | 0:1 |
| Anotado         | 71' | Alonso Martínez | 2:2 |

|                     |                           | 0:1 | Acierto de penal         | Alonso Martínez         |
| Tyler Adams         | Acierto de penal          | 1:1 |                          |                         |
|                     |                           | 1:1 | Fallo de penal (atajado) | Juan Pablo Vargas       |
| Malik Tillman       | Acierto de penal          | 2:1 |                          |                         |
|                     |                           | 2:2 | Acierto de penal         | Santiago van der Putten |
| Sebastian Berhalter | Fallo de penal (desviado) | 2:2 |                          |                         |
|                     |                           | 2:3 | Acierto de penal         | Jefferson Brenes        |
| Alex Freeman        | Acierto de penal          | 3:3 |                          |                         |
|                     |                           | 3:3 | Fallo de penal (atajado) | Francisco Calvo         |
| John Tolkin         | Fallo de penal (atajado)  | 3:3 |                          |                         |
|                     |                           | 3:3 | Fallo de penal (atajado) | Andy Rojas              |
| Damion Downs        | Acierto de penal          | 4:3 |                          |                         |

| Amonestado | 38' | Chris Richards |

| Amonestado | 35' | Juan Pablo Vargas |
| Amonestado | 38' | Kenneth Vargas    |
| Amonestado | 68' | Josimar Alcócer   |

| Árbitro                     | Walter López     |
| Árbitros asistentes         | Keytzel Corrales |
| Árbitros asistentes         | Raymundo Feliz   |
| Cuarto árbitro              | Kwinsi Williams  |
| VAR                         | Diego Ojer       |
| Árbitros asistentes del VAR | Dilia Bradley    |

| Estadísticas      | Bandera de Estados Unidos | Bandera de Costa Rica |
| Tiros             | 18                        | 7                     |
| Tiros a puerta    | 4                         | 3                     |
| Faltas            | 14                        | 14                    |
| Saques de esquina | 9                         | 2                     |
| Penaltis          | 1                         | 1                     |
| Fueras de juego   | 1                         | 1                     |
| Posesión de balón | 64%                       | 36%                   |

## Estadísticas

### Participación de jugadores
| N.° | Pos        | Jugador           | PJ | Minutos jugados | Goles recibidos | Atajos | Tarjetas amarillas | Doble tarjeta amarilla y roja | Tarjetas rojas |
| --- | ---------- | ----------------- | -- | --------------- | --------------- | ------ | ------------------ | ----------------------------- | -------------- |
| 1   | Guardameta | Keylor Navas      | 4  | 360             | -6              | 13     | 0                  | 0                             | 0              |
| 18  | Guardameta | Alexandre Lezcano | 0  | 0               | 0               | 0      | 0                  | 0                             | 0              |
| 23  | Guardameta | Patrick Sequeira  | 0  | 0               | -0              | 0      | 0                  | 0                             | 0              |

| N.° | Pos            | Jugador                 | PJ | Minutos jugados | Goles | Asistencias | Tarjetas Amarillas | Doble tarjeta amarilla y roja | Tarjetas rojas |
| --- | -------------- | ----------------------- | -- | --------------- | ----- | ----------- | ------------------ | ----------------------------- | -------------- |
| 2   | Defensa        | Santiago van der Putten | 1  | 2               | 0     | 0           | 0                  | 0                             | 0              |
| 3   | Defensa        | Jeyland Mitchell        | 3  | 245             | 0     | 0           | 0                  | 0                             | 0              |
| 4   | Defensa        | Juan Pablo Vargas       | 3  | 270             | 0     | 0           | 1                  | 0                             | 0              |
| 5   | Defensa        | Fernán Faerron          | 2  | 92              | 0     | 0           | 0                  | 0                             | 0              |
| 6   | Defensa        | Alexis Gamboa           | 1  | 90              | 0     | 0           | 0                  | 0                             | 0              |
| 7   | Delantero      | Andy Rojas              | 4  | 79              | 0     | 0           | 0                  | 0                             | 0              |
| 8   | Defensa        | Joseph Mora             | 3  | 258             | 0     | 1           | 2                  | 0                             | 0              |
| 9   | Delantero      | Manfred Ugalde          | 3  | 268             | 3     | 1           | 2                  | 0                             | 0              |
| 10  | Centrocampista | Brandon Aguilera        | 4  | 294             | 0     | 1           | 0                  | 0                             | 0              |
| 11  | Defensa        | Ariel Lassiter          | 1  | 12              | 0     | 0           | 0                  | 0                             | 0              |
| 12  | Delantero      | Alonso Martínez         | 4  | 343             | 2     | 1           | 1                  | 0                             | 0              |
| 13  | Centrocampista | Jefferson Brenes        | 1  | 32              | 0     | 0           | 0                  | 0                             | 0              |
| 14  | Centrocampista | Orlando Galo            | 4  | 360             | 0     | 1           | 0                  | 0                             | 0              |
| 15  | Defensa        | Francisco Calvo         | 4  | 360             | 1     | 0           | 1                  | 0                             | 0              |
| 16  | Centrocampista | Alejandro Bran          | 2  | 174             | 0     | 0           | 0                  | 0                             | 0              |
| 17  | Delantero      | Warren Madrigal         | 1  | 12              | 0     | 0           | 0                  | 0                             | 0              |
| 19  | Delantero      | Kenneth Vargas          | 4  | 94              | 0     | 1           | 2                  | 0                             | 0              |
| 20  | Delantero      | Josimar Alcócer         | 4  | 290             | 2     | 0           | 2                  | 0                             | 0              |
| 21  | Delantero      | Álvaro Zamora           | 1  | 1               | 0     | 0           | 0                  | 0                             | 0              |
| 22  | Defensa        | Carlos Mora             | 4  | 314             | 0     | 1           | 1                  | 0                             | 0              |
| 24  | Defensa        | Guillermo Villalobos    | 1  | 2               | 0     | 0           | 0                  | 0                             | 0              |
| 25  | Centrocampista | Cristopher Núñez        | 1  | 16              | 0     | 0           | 0                  | 0                             | 0              |
| 26  | Defensa        | Kenay Myrie             | 2  | 27              | 0     | 0           | 0                  | 0                             | 0              |

### Goleadores
| N.°   | Jugador         | Anotado | PJ | Prom. | Jugada | Cabeza | TL | Penal |
| ----- | --------------- | ------- | -- | ----- | ------ | ------ | -- | ----- |
| 1     | Manfred Ugalde  | 3       | 3  | 1     | 0      | 0      | 0  | 3     |
| 2     | Josimar Alcócer | 2       | 4  | 0.5   | 2      | 0      | 0  | 0     |
| 3     | Alonso Martínez | 2       | 4  | 0.5   | 2      | 0      | 0  | 0     |
| 4     | Francisco Calvo | 1       | 4  | 0.25  | 0      | 0      | 0  | 1     |
| Total | Total           | 8       | 4  | -     | 4      | 0      | 0  | 4     |

### Asistencias
| N.°   | Jugador          | Asistencia | Jugada | Cabeza | TL | SdE |
| ----- | ---------------- | ---------- | ------ | ------ | -- | --- |
| 1     | Joseph Mora      | 1          | 1      | 0      | 0  | 0   |
| 2     | Brandon Aguilera | 1          | 1      | 0      | 0  | 0   |
| 3     | Orlando Galo     | 1          | 1      | 0      | 0  | 0   |
| 4     | Alonso Martínez  | 1          | 1      | 0      | 0  | 0   |
| 5     | Manfred Ugalde   | 1          | 1      | 0      | 0  | 0   |
| 6     | Kenneth Vargas   | 1          | 1      | 0      | 0  | 0   |
| 7     | Carlos Mora      | 1          | 1      | 0      | 0  | 0   |
| Total | Total            | 7          | 7      | 0      | 0  | 0   |

### Tarjetas disciplinarias
| N.°   | Jugador           | Amonestado | Otorgado · Expulsado | Expulsado | Sanción                 |
| ----- | ----------------- | ---------- | -------------------- | --------- | ----------------------- |
| 1     | Manfred Ugalde    | 2          | 0                    | 0         | Suspensión de 1 partido |
| 2     | Joseph Mora       | 2          | 0                    | 0         | Suspensión de 1 partido |
| 3     | Josimar Alcócer   | 2          | 0                    | 0         | No hubo sanción         |
| 4     | Kenneth Vargas    | 2          | 0                    | 0         | No hubo sanción         |
| 5     | Alonso Martínez   | 1          | 0                    | 0         |                         |
| 6     | Carlos Mora       | 1          | 0                    | 0         |                         |
| 7     | Francisco Calvo   | 1          | 0                    | 0         |                         |
| 8     | Orlando Galo      | 1          | 0                    | 0         |                         |
| 9     | Juan Pablo Vargas | 1          | 0                    | 0         |                         |
| Total | Total             | 13         | 0                    | 0         |                         |